# 퍼니셔 (드라마)
《퍼니셔》(Marvel's The Punisher)는 마블 코믹스의 동명 캐릭터를 원작으로한 넷플릭스에서 스티브 라이트풋가 제작한 미국의 웹드라마이다. 마블 시네마틱 유니버스 세계관의 영화와 공유하는 마블 시네마틱 유니버스를 배경으로 하며, 《마블 디펜더스》의 스핀오프작이기도 하다. ABC 스튜디오와의 협업을 통해서 마블 텔레비전이 제작했고, 라이트풋이 쇼러너 역을 맡았다.
이 시리즈는 처절한 방법으로 범죄와 싸우는 자경단원 "퍼니셔"인 프랭크 캐슬 역을 연기한 존 번설은 《데어데블》에서의 역으로 재출연했다. 벤 반스, 에번 모스배크랙, 앰버 로즈 레바, 데버러 앤 울, 대니얼 웨버, 제이슨 R. 무어, 폴 슐즈, 제이미 레이 뉴먼, 마이클 네이선슨 역시도 출연했다. 퍼니셔를 중심으로 한 TV 드라마가 2011년 폭스 TV에서 파일럿 방송으로 방송될 예정이기도 했었으나, 그 계획은 취소됐다. 2015년 6월 버설이 《데어데블》의 두 번째 시즌에 그 캐릭터로 출연하기로 캐스팅되었다. 《퍼니셔》라는 제목의 스핀오프 기획은 《데어데블》 시즌 2가 공개되기 이전인 2016년 1월에 시작됐다. 2016년 4월 마블과 넷플릭스는 번설이 포함된 이 드라마의 제작 명령을 내렸고, 라이트풋이 책임 프로듀서이자 쇼러너임이 알려졌다. 2016년 10월 뉴욕에서 촬영이 시작되어, 2017년 4월에 완료됐다.
《퍼니셔》는 2017년 11월 6일 뉴욕에서 첫 상영회를 열었고, 넷플리스를 통해 같은 달 17일에 13편 전체가 공개됐다.

## 출연

### 주연
- 존 번설 - 프랭크 캐슬 / 퍼니셔
- 에번 모스배크랙 - 데이비드 리버먼 / 마이크로
- 벤 반스 - 빌리 루소
- 앰버 로즈 레바 - 디나 마다니
- 데버라 앤 월 - 캐런 페이지
- 대니얼 웨버 - 루이스 윌슨
- 제이슨 R. 무어 - 커티스 호일
- 폴 슐즈 - 롤린스
- 제이미 레이 뉴먼 - 세라 리버먼
- 마이클 네이선슨 - 샘 스타인

### 조연
- C. 토머스 하월 - 카슨 울프
- 쇼레 아그다슐루 - 파라 마다니
- 조프리 캔터 - 미첼 엘리슨
- 클랜시 브라운 - 소령 레이 슈노버
- 델라니 윌리엄스 - 오커너
- 켈리 버렛 (Kelli Barrett) - 마리아 캐슬
- 에이던 피어스 브레나 (Aidan Pierce Brenna) - 프랭크 캐슬 주니어
- 니콜렛 피어리니 (Nicolette Pierini) - 리사 캐슬
- 코비 프러머 (Kobi Frumer) - 잭 리버먼
- 리플리 소보 (Ripley Sobo) - 리오 리버먼
- 토니 플라나 - 라파엘 해낸데즈

### 단역
- 메리 엘리자베스 매스트런토니오 - 매리언 존스
- 롭 모건 - 터크 버렛
- 로이스 존슨 (Royce Johnson) - 브렛 마호니

## 에피소드 목록

### 시즌 1
시즌 1의 모든 에피소드는 2017년 3월 17일에 공개되었다.
| 회차 | 제목                               | 감독            | 각본                | 분량 |
| ---- | ---------------------------------- | --------------- | ------------------- | ---- |
| 1    | "새벽 3시" "3AM"                   | 톰 섕클런드     | 스티브 라이트풋     | 51분 |
| 2    | "돌아온 유령들" "Two Dead Men"     | 톰 섕클런드     | 스티브 라이트풋     | 57분 |
| 3    | "칸다하르" "Kandahar"              | 앤디 고더드     | 스티브 라이트풋     | 57분 |
| 4    | "불편한 파트너" "Resupply"         | 카리 스코글런드 | 다리오 스카르다파네 | 49분 |
| 5    | "옛 전우" "Gunner"                 | 데어블라 월시   | 마이클 존스모랄레스 | 55분 |
| 6    | "응답하라" "The Judas Goat"        | 제러미 웨브     | 크리스틴 보일런     | 54분 |
| 7    | "표적" "Crosshairs"                | 앤디 고더드     | 브루스 마셜 로먼스  | 49분 |
| 8    | "칼날" "Cold Steel"                | 안토니오 캄포스 | 펄리샤 D. 헨더슨    | 53분 |
| 9    | "잘못된 전선" "Front Toward Enemy" | 마크 좁스트     | 앤절라 라마나       | 53분 |
| 10   | "병사" "Virtue of the Vicious"     | 짐 오핸런       | 켄 크리스턴슨       | 49분 |
| 11   | "근접 위험 통보" "Danger Close"    | 제트 윌킨슨     | 펄리샤 D. 헨더슨    | 52분 |
| 12   | "집" "Home"                        | 앤디 고더드     | 다리오 스카르다파네 | 51분 |
| 13   | "메멘토 모리" "Memento Mori"       | 스티븐 서직     | 스티브 라이트풋     | 55분 |

### 시즌 2
시즌 2의 모든 에피소드는 2018년 9월 7일에 공개되었다.
| 회차 | 제목                                     | 감독                  | 각본                           | 분량 |
| ---- | ---------------------------------------- | --------------------- | ------------------------------ | ---- |
| 1    | "로드하우스 블루스" "Roadhouse Blues"    | 짐 오핸런             | 스티브 라이트풋                | 53분 |
| 2    | "추적자들" "Fight or Flight"             | 짐 오핸런             | 스티브 라이트풋                | 54분 |
| 3    | "늑대에 맞서" "Trouble the Water"        | 제러미 웨브           | 켄 크리스턴슨                  | 51분 |
| 4    | "흉터" "Scar Tissue"                     | 이언 B. 맥도널드      | 앤절라 라마나                  | 58분 |
| 5    | "애꾸눈 잭" "One-Eyed Jacks"             | 스테이시 패슨         | 다리오 스카르다파네            | 51분 |
| 6    | "운명의 동맹" "Nakazat"                  | 제이미 M. 대그        | 크리스틴 보일런                | 56분 |
| 7    | "악연을 끊기 위해" "One Bad Day"         | 제트 윌킨슨           | 펄리샤 D. 헨더슨               | 51분 |
| 8    | "전우를 지키는 자" "My Brother's Keeper" | 마이클 오퍼           | 브루스 마셜 로먼스             | 48분 |
| 9    | "혼돈의 도시" "Flustercluck"             | 샐리 리처드슨휫필드   | 스티브 라이트풋, 켄 크리스턴슨 | 57분 |
| 10   | "어둠의 영혼" "The Dark Hearts of Men"   | 알렉스 가르시아로페스 | 스티브 라이트풋, 앤절라 라마나 | 47분 |
| 11   | "나락으로" "The Abyss"                   | 미라 메논             | 로라 진 릴                     | 54분 |
| 12   | "추락" "Collision Course"                | 스티븐 케이           | 다리오 스카르다파네            | 49분 |
| 13   | "광풍" "The Whirlwind"                   | 제러미 웨브           | 스티브 라이트풋                | 57분 |